# 22 (canção de Taylor Swift)
"22" é uma canção gravada pela artista estadunidense Taylor Swift para seu quarto álbum de estúdio, Red. Sua composição foi realizada pela própria Swift em parceria com Max Martin e Shellback, sendo os últimos dois responsáveis também por sua produção. A faixa foi lançada como o quarto single oficial do disco em 12 de março de 2013. Derivada da música pop, "22" tem como temática lírica a diversão que segundo Swift é possível se ter aos 22 anos de idade, sendo a letra inspirada em sua vida pessoal.
O tema recebeu comentários bastante positivos por parte da crítica especializada. A grande maioria das resenhas destacou o fato de a faixa ter um refrão grudento e um ritmo dançante, características comuns no gênero musical adotado em sua composição. No campo comercial, "22" obteve um desempenho moderado, notadamente inferior ao dos últimos singles da artista, como "We Are Never Ever Getting Back Together" e "I Knew You Were Trouble". Nos Estados Unidos teve como posição de pico o 20º lugar da Billboard Hot 100, acompanhados pelos 14º e 13º lugares da Pop Songs e da Adult Pop Songs, respectivamente. No mercado internacional obteve desempenho semelhante, figurando entre as 25 primeiras posições das tabelas musicais de países como Austrália, Nova Zelândia, Canadá e Irlanda, e conseguindo atingir as 10 melhores posições em países como Reino Unido e Bélgica.
A divulgação de "22" foi feita através de diversas apresentações ao vivo e do lançamento de um vídeo musical acompanhante. Em 13 de março de 2013, o vídeo da faixa foi adicionado a conta oficial de Swift no Vevo. Suas filmagens ocorreram no início de fevereiro de 2013 em Malibu, na costa da Califórnia, sob direção de Anthony Mandler. As cenas da obra apresentam a cantora e algumas de amigas — uma delas interpretada por Jessica Szohr, do elenco da série Gossip Girl — em momentos de diversão e descontração. No mesmo dia do lançamento do teledisco a faixa foi apresentada ao vivo como parte do alinhamento da Red Tour.

## Antecedentes e composição
Taylor escreveu a música junto a Max Martin e Shellback. Os dois últimos a produziram e colabaroram com outras canções de Red como "We Are Never Ever Getting Back Together" e "I Knew You Were Trouble". Em uma entrevista para a revista Billboard, Swift falou sobre o que a inspirou a escrever a canção. Basicamente, a inspiração da artista para escrever o tema foi ter 22 anos de idade e o que isso envolve. Na entrevista, ela disse: "Para mim, 22 foi a minha idade favorita. Eu gosto de todas as possibilidades sobre como todavia você está aprendendo, mas sabe o suficiente. Ainda não sei nada, mas você sabe que não sabe nada. Você é suficientemente maior para começar a planejar sua vida, mas você é suficientemente jovem para saber que há muitas perguntas sem respostas. Isso traz uma sensação de despreocupação que se baseia em uma espécie de decisão e medo e ao mesmo tempo em perder [o medo]. Ter 22 me ensinou muito".
A obra é sobre "se esquecer dos limites", "ser jovem, relaxar e se vestir como hipsters". De acordo com a partitura publicada pela Sony/ATV Music Publishing, a composição é definida no tempo de assinatura moderado com um metrônomo de 104 batidas por minuto. Foi escrita na chave de sol maior, e o alcance vocal vai desde a nota baixa de sol até a nota alta de ré. Em uma entrevista com Ryan Seacrest, a cantora disse: "Escrevi isso ["22"] sobre os meus amigos, tipo, eu tenho esse grupo de amigas e nós nos contamos tudo, estamos sempre juntas [...] E eu acho que isso foi o melhor de ter 22, tipo, ter todos esses amigos e essas dúvidas na sua cabeça, mas a única coisa que você tem é a cada um". Para o portal Idolator, "22" é um tema "trovejante" que começa com acordes de guitarra acústica antes que um ritmo propulsor que lembra "Teenage Dream" de Katy Perry "caia" para dar lugar a versos que são "lindos e malcriados". Segundo Chloe Melas do Hollywood Life, a canção é sobre Selena Gomez, uma das melhores amigas da intérprete. A Big Machine Records a lançou nas rádios dos Estados Unidos em 5 de março e a publicou no Reino Unido em 31 do mesmo mês. Sobre o lançamento do single, Taylor disse que "foi o melhor [ter 22]" e que estava "emocionada que esse seria o próximo compacto".

## Crítica profissional
| Críticas profissionais | Críticas profissionais |
| Avaliações da crítica  | Avaliações da crítica  |
| Fonte                  | Avaliação              |
| ---------------------- | ---------------------- |
| Digital Spy            | [ 17 ]                 |
| Billboard              | (favorável)            |
| About.com              | [ 10 ]                 |

Na revisão de Red feita pela revista Billboard, um escritor disse que "22" é a canção pop mais "gritante" da carreira de Swift e adicionou que "mesmo quando está se divertindo, Taylor está comunicando sucintamente emoções conflictivas". Um escritor do sítio Weebly escreveu: "Deixado de lado o dubstep presente em seu single anterior, este foi uma brisa bem-vinda de ar fresco, assim como voltar ao que Taylor sempre fez de melhor. Suas canções promocionais, 'Red' assim como 'Begin Again', pareciam canções que cairiam no esquecimento se não fosse pelo ritmo lento. '22', em um tom ligeiro e alegre, é relacionável com o feminino. Apesar de não ser da maneira condensada, sua letra destaca tudo sobre ter 22 anos". O mesmo escritor adicionou que a obra lhe lembrava "We Are Never Ever Getting Back Together" e que em algumas partes se "exagerou um pouco demais".
No About.com, Robert Silva comentou sobre a letra: "Agora eu sei o que personagens de seriados cômicos escrevem em suas revistas". Silva também disse que a realização possui uma "diversão limpa e boa", e deu uma avaliação total retiradas de 5 estrelas. Amy Scarietto do PopCrush disse que a música tem um "sotaque essencial" que poderia atrair ela [Swift] a voltar a suas origens country", porém que "parece para adolescentes quando ela canta sobre estar feliz, livre, confundida e solitária ao mesmo tempo". Acrescentou ainda que tem o mesmo ritmo e energia de "We Are Never Ever Getting Back Together" e o estilo de Avril Lavigne. Lewis Corner do Digital Spy disse que o "twenty twooo-oo-oo" do refrão "fica colado na cabeça durante horas e horas" e disse ainda que "pode ser que ela [Taylor] tenha conseguido mais durante sua juventude do que a maioria das pessoas fazem em sua vida, mas com um êxito pop a mais para completar seu repertório, e parece que isso está só começando". O mesmo revisor a deu quatro estrelas de cinco.

## Vídeo musical

Cena do vídeo musical no qual vemos Swift ao lado de suas amigas, uma delas interpretada pela atriz Jessica Szohr, que integrou o elenco de Gossip Girl.

No início de fevereiro de 2013, foram divulgadas fotos da artista junto a um grupo de amigas filmando o teledisco na praia de Malibu. Na foto, estava vestida de maneira informal, com uma calça jeans, um suéter e um gorro tricotado. Em outra imagem, Taylor estava sendo empurrada em um carrinho de supermercado com uma casquinha de sorvete nas mãos. A musicista também foi vista com suas amigas rindo, se divertindo e fazendo pirâmides humanas. Logo após, Swift publicou na sua conta do Twitter: "Saindo de LA agora depois do melhor dia com meus amigos [...] Quase me esqueci que estava filmando o vídeo. Não posso esperar para que possam vê-lo".
Taylor foi ao programa estadunidense Good Morning America no dia 13 de março de 2013 para a estreia do vídeo, e, no mesmo dia, o teledisco foi publicado através do serviço Vevo. Foi lançado para download na iTunes Store a 3 de maio de 2013. Antes desta data, somente uma previsão era vendida. Sua direção esteve a cargo de Anthony Mandler, que anteriormente havia dirigido o vídeo de "I Knew You Were Trouble". O vídeo começa com Swift vestindo uma camiseta branca e calção preto. Na cena seguinte, ela está em uma cozinha com suas amigas conversando e rindo. Depois, aparece com óculos em forma de coração e volta à cozinha. Posteriormente, uma piscina é exibida, e as cenas se intercalam com outras de garotas usando pompons e coreografando a música. Logo, elas vão para uma praia, e a representação audiovisual termina com a cantora se jogando na piscina. Uma das amigas da artista no vídeo é interpretada por Jessica Szohr, atriz da série Gossip Girl.

## Divulgação
Durante uma apresentação para seus fãs, Taylor interpretou versões acústicas de "We Are Never Ever Getting Back Together", "Treacherous" e "22". Logo após os NRJ Music Awards, a artista deu um concerto privado na França, onde interpretou dois temas do seu álbum Fearless (2008), "Love Story" e "You Belong with Me", além de "22", "I Knew You Were Trouble" e "We Are Never Ever Getting Back Together". A composição também foi incluída na tracklist da Red Tour, que está em andamento. Swift também fez um comercial para o refrigerante Coca-Cola em sua versão diet (Diet Coke), que continha a cantora compondo a obra e outras pessoas cantando a música em diferentes lugares. O comercial foi nomeado de "Música que Move". Nos Billboard Music Awards de 2013, realizados no dia 19 de maio, a faixa também foi apresentada. A cantora Selena Gomez foi a responsável pelo anúncio da apresentação. Durante a interpretação, Swift usou uma blusa com um desenho de unicórnio. Kristen Acuna do Business Insider disse que a apresentação foi "brilhante". Escrevendo para a revista organizadora dos prêmios, a Billboard, Jeff Benjanmin afirmou que a artista parecia se divertindo muito ao se apresentar, como ao mesmo tempo, "dominando o show".

## Desempenho nas tabelas musicais
"22" conseguiu um desempenho comercial moderado. Nos Estados Unidos estreou na posição quarenta e quatro da Billboard Hot 100 antes de ser lançada como single, na semana em que a Big Machine Records publicou Red. Simultaneamente, alcançou o número sete na lista Digital Songs. Após ser lançada como compacto, voltou à primeira lista mencionada e alcançou a posição vinte e quatro. Também ocupou os números quatorze e quinze nas paradas Pop Songs e Adult Pop Songs, respectivamente. No território estadunidense, vendeu aproximadamente um milhão de cópias legais, fazendo com que a RIAA a certificasse com um disco de platina. No Canadá ocupou o número vinte e na Nova Zelândia, vinte e três. No último país desses dois, recebeu um disco de ouro pela RIANZ, que certifica 7 500 cópias vendidas. No Reino Unido, chegou ao número nove, o que a converte na quarta melhor canção posicionada de Swift no território, assim como "Love Story", "I Knew You Were Trouble" e "We Are Never Ever Getting Back Together". Ainda alcançou o número doze na Irish Singles Chart, da Irlanda, e a posição nove na Escócia. Na França, alcançou o número cento e noventa e seis e na Eslováquia o cinquenta e três. Na Austrália chegou a posição vinte e dois e recebeu um disco de ouro pela ARIA, que certifica 35 mil cópias vendidas.
| Tabela musical (2012-13)                  | Melhor posição |
| ----------------------------------------- | -------------- |
| Austrália (Australian Singles Chart)      | 21             |
| Bélgica (Ultratop 50 de Flandres)         | 10             |
| Brasil (Brasil Hot 100 Airplay)           | 97             |
| Brasil (Brasil Hot Pop Songs)             | 28             |
| Canadá (Canadian Hot 100)                 | 20             |
| Escócia (Scottish Singles Chart)          | 9              |
| Eslováquia (Radio Top 100)                | 53             |
| Estados Unidos (Billboard Hot 100)        | 20             |
| Estados Unidos (Pop Songs)                | 14             |
| Estados Unidos (Adult Pop Songs)          | 9              |
| Estados Unidos (Adult Contemporary)       | 19             |
| Estados Unidos (Digital Songs)            | 7              |
| Estados Unidos (Radio Songs)              | 30             |
| França (French Singles Chart)             | 196            |
| Irlanda (Irish Singles Chart)             | 12             |
| Nova Zelândia (New Zealand Singles Chart) | 23             |
| Polônia (Polska Airplay Top 100)          | 39             |
| Reino Unido (UK Singles Chart)            | 9              |
| Turquia (Türkíye Yabanci Top 10)          | 7              |

| Austrália (ARIA) | 2× Platina  |
| Canadá (CRIA) | Platina     |
| Estados Unidos (RIAA) | 2× Platina† |
| Nova Zelândia (RIANZ) | Ouro        |
| † Desde maio de 2013, o padrão de certificação da RIAA foi alterado e passou a aceitar o uso de streams e áudio On-Demand em sua contagem. |             |

## Histórico de lançamento
"22" foi distribuída através das rádios primeiramente na Austrália, em 4 de fevereiro de 2013. Logo após foi lançada nos Estados Unidos, a 12 de março seguinte e em 1 de abril no Reino Unido.
| País           | Data                   | Formato          | Gravadora   |
| -------------- | ---------------------- | ---------------- | ----------- |
| Austrália      | 4 de fevereiro de 2013 | Rádio mainstream | Big Machine |
| Estados Unidos | 12 de março de 2013    | Rádio mainstream | Big Machine |
| Estados Unidos | 13 de março de 2013    | CD single        | Big Machine |
| Reino Unido    | 31 de março de 2013    | Dia do impacto   | Big Machine |